# San Marino na Zimowych Igrzyskach Olimpijskich 2022
San Marino na Zimowych Igrzyskach Olimpijskich 2022 – występ kadry sportowców reprezentujących San Marino na igrzyskach olimpijskich, które odbyły się w Pekinie, w Chińskiej Republice Ludowej, w dniach 4-20 lutego 2022 roku.
Reprezentacja San Marino liczyła dwoje zawodników – kobietę i mężczyznę.
Był to jedenasty start San Marino na zimowych igrzyskach olimpijskich.

## Reprezentanci

### Narciarstwo alpejskie
| Zawodnik     | Konkurencja            | 1 przejazd | 1 przejazd | 2 przejazd | 2 przejazd | Łącznie | Łącznie | Źródło |
| Zawodnik     | Konkurencja            | Czas       | Pozycja    | Czas       | Pozycja    | Czas    | Pozycja | Źródło |
| ------------ | ---------------------- | ---------- | ---------- | ---------- | ---------- | ------- | ------- | ------ |
| Matteo Gatti | slalom mężczyzn        | 1:08,52    | 49.        | 1:03,41    | 44.        | 2:11,93 | 43.     | [ 1 ]  |
| Matteo Gatti | slalom gigant mężczyzn | 1:20,40    | 49.        | DSQ        | DSQ        | DSQ     | DSQ     | [ 1 ]  |
| Anna Torsani | slalom kobiet          | DNF        | DNF        | NQ         | NQ         | DNF     | DNF     | [ 2 ]  |
| Anna Torsani | slalom gigant kobiet   | 1:13,89    | 57.        | 1:15.37    | 48.        | 2:29,26 | 47.     | [ 2 ]  |